# 2002年伊拉克總統公投
2002年伊拉克总统公投于2002年10月16日在伊拉克举行。这也是萨达姆·侯赛因统治下的第二次总统公投。
據伊拉克的官方數據，投票率為100%，所有11,445,638名伊拉克註冊選民對支持萨达姆·侯赛因的下一個七年任期投下了贊成票。他在法理上将任职至2009年。 

## 选举结果
| 选项        | 得票       | %   |
| ----------- | ---------- | --- |
| 支持        | 11,445,638 | 100 |
| 反對        | 0          | 0.0 |
| 無效/空白票 | －         | －  |
| 總計        | 11,445,638 | 100 |